# Tamaz Imnaiszwili
Tamaz Imnaiszwili  (ur. 28 lipca 1954 w Tbilisi) – gruziński strzelec sportowy.

## Życiorys
Uczestniczył w Letnich Igrzyskach Olimpijskich w 1980 1988 i 1996 roku. Reprezentował Związek Radziecki podczas letnich igrzysk olimpijskich w 1980 i 1988 roku oraz Gruzję na letnich igrzyskach olimpijskich  w 1996 roku.

## Osiągnięcia

### Letnie Igrzyska Olimpijskie 1980
Strzelectwo
| Konkurencja | Eliminacje | Eliminacje | Finał   | Finał   | Finał   | Źródło |
| Konkurencja | Wynik      | Pozycja    | Wynik   | Suma    | Pozycja | Źródło |
| ----------- | ---------- | ---------- | ------- | ------- | ------- | ------ |
| skeet       | NQ         | NQ         | 195 pkt | 195 pkt | 9.      | [ 1 ]  |

### Letnie Igrzyska Olimpijskie 1988
Strzelectwo
| Konkurencja | Eliminacje | Eliminacje | Finał | Finał | Finał   | Źródło |
| Konkurencja | Wynik      | Pozycja    | Wynik | Suma  | Pozycja | Źródło |
| ----------- | ---------- | ---------- | ----- | ----- | ------- | ------ |
| skeet       | 146 pkt    | 25.        | NQ    | NQ    | NQ      | [ 1 ]  |

### Letnie Igrzyska Olimpijskie 1996
Strzelectwo
| Konkurencja | Eliminacje | Eliminacje | Finał | Finał | Finał   | Źródło |
| Konkurencja | Wynik      | Pozycja    | Wynik | Suma  | Pozycja | Źródło |
| ----------- | ---------- | ---------- | ----- | ----- | ------- | ------ |
| skeet       | 121 pkt    | 9.         | NQ    | NQ    | NQ      | [ 2 ]  |